# Брезовица при Предграду
Брезовица при Предграду (словен. Brezovica pri Predgradu) је насељено место у општини Кочевје, регија Југоисточна Словенија, Словенија.

## Историја
До територијалне реорганизације у Словенији била је у саставу старе општине Кочевје.

## Становништво
У попису становништва из 2011. године, Брезовица при Предграду је имала 48 становника.
| Број становника према пописима | Број становника према пописима | Број становника према пописима |
| ------------------------------ | ------------------------------ | ------------------------------ |
| 1991                           | 2002                           | 2011                           |
| 39                             | 51                             | 48                             |

Напомена: До 1953. исказивано под именом Брезовица. Године 1955. повећана је за насеље Задрц, које је укинуто.